# Migration animale
Pour les articles homonymes, voir migration.
 (juillet 2016).
Si vous disposez d'ouvrages ou d'articles de référence ou si vous connaissez des sites web de qualité traitant du thème abordé ici, merci de compléter l'article en donnant les références utiles à sa vérifiabilité et en les liant à la section « Notes et références ».
La migration animale est un phénomène présent chez de nombreuses espèces animales, qui effectuent un déplacement, voire un périple, souvent sur de longues distances, à caractère périodique qui implique un retour régulier dans la région de départ. Les mouvements sans retour, qui conduisent à une extension de l'habitat de l'espèce, correspondent plutôt à un phénomène de colonisation. Ces deux « mouvements » qui peuvent nécessiter des corridors biologiques spécifiques ou partagés, plus ou moins délimités selon les espèces, jouent un rôle important en matière de sélection naturelle et d'évolution.
Les migrations constituent d'importants flux de biomasse (« bioflows ») qui ont sur les écosystèmes des impacts directs (flux et afflux de prédateurs, de proies et de concurrents) et indirect (flux de nutriments, d'énergie inter-écosystèmes et transfrontières ; flux de parasites et microbes, éventuellement pathogènes),.

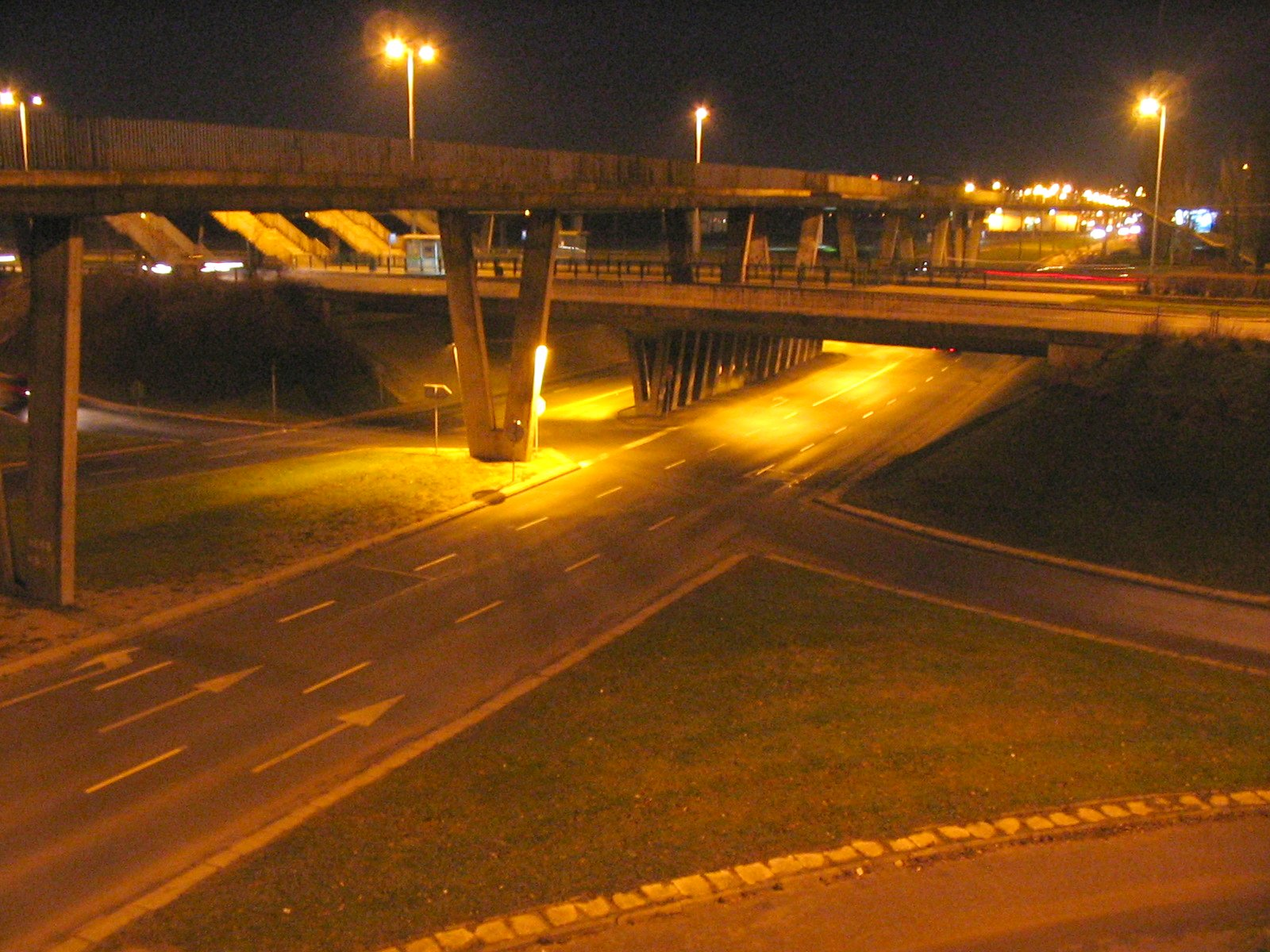
Les espèces terrestres migrent souvent de nuit. La pollution lumineuse est une des perturbations de l'environnement nocturne qui peut les affecter.

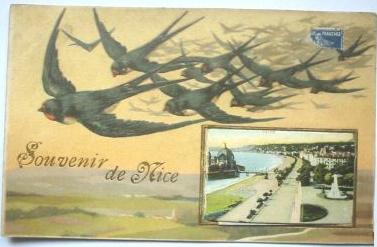
L'hirondelle, qui évoque à la fois le voyage lointain et le retour du printemps, se rassemblait en groupes importants sur les fils, avant son départ automnal. Elle est en forte voie de régression.

## Définition
Une définition plus rigoureuse du principe de migration a été définie par Hugh Dinglequi précise qu'un mouvement animal peut être qualifié de migration s'il possède les caractéristiques suivantes :
- mouvement persistant, année après année ;
- non-hasardeux ;
- comportements non stéréotypés des individus ;
- changements biologiques en vue de la migration.

## Migrateurs et raisons de la migration
Elle est contrôlée par le système endocrinien (mélatonine principalement), lequel, via les horloges biologiques et nycthémérales s'accordent aux périodes de changements de conditions climatiques (réchauffement, refroidissement, durée du jour ou brusque et important apport d'eau douce pluviale en zone équatoriale). D'autres facteurs peuvent intervenir tels que des sécheresses ou variations dans la disponibilité de nourriture, notamment liés à des phénomènes globaux tels qu'El Niño, ou à des modifications anthropiques du milieu. Le changement climatique pourrait donc affecter les migrateurs.
En migrant, les oiseaux, poissons, certains insectes, papillons notamment, ou mammifères (marins notamment) ont accès à une nourriture plus abondante. Le fait que la migration se produise au changement de saison a marqué l'esprit populaire au point de créer des proverbes comme une hirondelle ne fait pas le printemps. Le retour des oiseaux migrateurs dans les régions tempérées ou circumpolaires pour y nicher pourrait notamment être expliqué par la présence moindre de prédateurs et une moindre concurrence lors de la collecte de la nourriture avec les autres espèces. Les longs déplacement pourraient peut être aussi limiter le risque de surexploiter le milieu et d'y favoriser la pullulation de parasites. Les grands mammifères migrateurs terrestres tels que le caribou, gnou, bison d'Amérique du Nord, etc. ont modelé les paysages sur de grandes distances.
- Migration des oiseaux
- Migration des poissons
- Migration des insectes
- Migration des papillons
- Migration verticale
- Migration des tortues de mer
- Migration des cétacés
- Migration des bovidés africains

## Trajets migratoires
Les itinéraires de migration répondent aux exigences et aux aptitudes des différentes espèces ; certaines suivent des rivages, des berges ou fleuves, se regroupent pour passer les cols, les isthmes ou détroits, alors que d'autres filent droit, sous les mers, ou en survolant déserts et océans. Les routes ainsi suivies se croisent et se recroisent tissant un réseau très complexe autour de la Terre. Les notions de corridors biologiques et de réseau écologique regroupent ces axes de migration, mais aussi des axes naturels de (re-)colonisation ou circulation dans la matrice écopaysagère.
Au cours de leur trajet, certains oiseaux s'orientent avec le soleil, plus exactement ils sont sensibles aux rayons ultra-violets émis par le Soleil (visibles même à travers les nuages). Les oiseaux peuvent aussi s'orienter avec la lune, les étoiles et par le champ magnétique terrestre, c'est le cas des pigeons qui semblent avoir une boussole interne. La tortue Caouanne se montre sensible à la latitude en fonction du champ magnétique terrestre et de son inclinaison ; de très jeunes tortues de cette espèce placées - peu après leur éclosion - en bassin reproduisant des conditions de champ magnétique d’autres régions (Porto Rico et Cap-Vert ; deux lieux situés sur leur route migratoire habituelle à la même latitude (20 ° N), mais à des longitudes différentes) se sont rapidement orientées dans la direction qu’elle doivent y prendre durant leur migration (respectivement vers le NE et vers le SE). Le requin-marteau tiburo se montre également sensible aux champs magnétiques terrestres. Dans une étude menée aux États-Unis, des chercheurs ont exposé ces requins à des conditions de champ magnétiques terrestre que l'on trouve au Sud de là où ils ont été capturés (Golfe du Mexique, côte de la Floride, USA). Les requins nageaient vers le Nord comme pour retrouver leur chemin. En revanche lorsqu'ils étaient exposés à un champ magnétique terrestre que l'on trouve au Nord du golfe du Mexique, dans le continent américain, les requins ne montraient pas de comportement distinct. Cette expérience nous montre une utilisation des champs magnétiques terrestres comme une carte, en plus d'une boussole. De plus, la carte magnétique de chaque espèce correspond à son écologie, c'est-à-dire que l'individu ne pourra pas reconnaitre un champ magnétique terrestre qui sort totalement de sa niche écologique. Certains insectes sont sensibles à l'incidence (ou à la polarisation) des rayons solaires ou renvoyés par la lune. D'autres espèces ou les mêmes utilisent les odeurs ou des infrasons pour se situer. Ceux qui ont déjà effectué plusieurs migrations ont sans doute des points de repères dans le paysage. Les bogongs (Agrotis infusa), des papillons australiens et néo-zélandais qui migrent sur plusieurs centaines de kilomètres pour aller passer les mois d'été dans les Alpes australiennes, se guident vers cette destination qu'ils ne connaissent pas grâce au champ magnétique et aux étoiles du ciel nocturne austral ; ils sont capables de ne s'orienter que grâce au champ ou grâce aux étoiles, ce qui fait de ce papillon le premier invertébré connu pour pratiquer une navigation astronomique pour ses voyages au long cours,.
Il existe parfois un apprentissage des routes migratoires ; Chez certaines espèces d'oiseaux ou de mammifères voyageant en groupe (les oies par exemple) les jeunes apprennent, avec le groupe à mieux se repérer lors de leurs premières migrations. Les années suivantes, leur trajet sera plus direct. Pour beaucoup d'espèces, les moyens utilisés par les animaux pour retrouver leur route jusqu'à destination sont encore très mal compris. Dans certains cas la migration n'est pas un aller-retour. Par exemple, les femelles de crabes dormeurs s'éloignent de la côte au fur et à mesure qu'elles vieillissent. Certaines ont été retrouvées à 250 km au large du lieu où elles avaient été marquées et relâchées, et dans ce cas elles se sont éloignées contre le courant moyen.

## Voyage

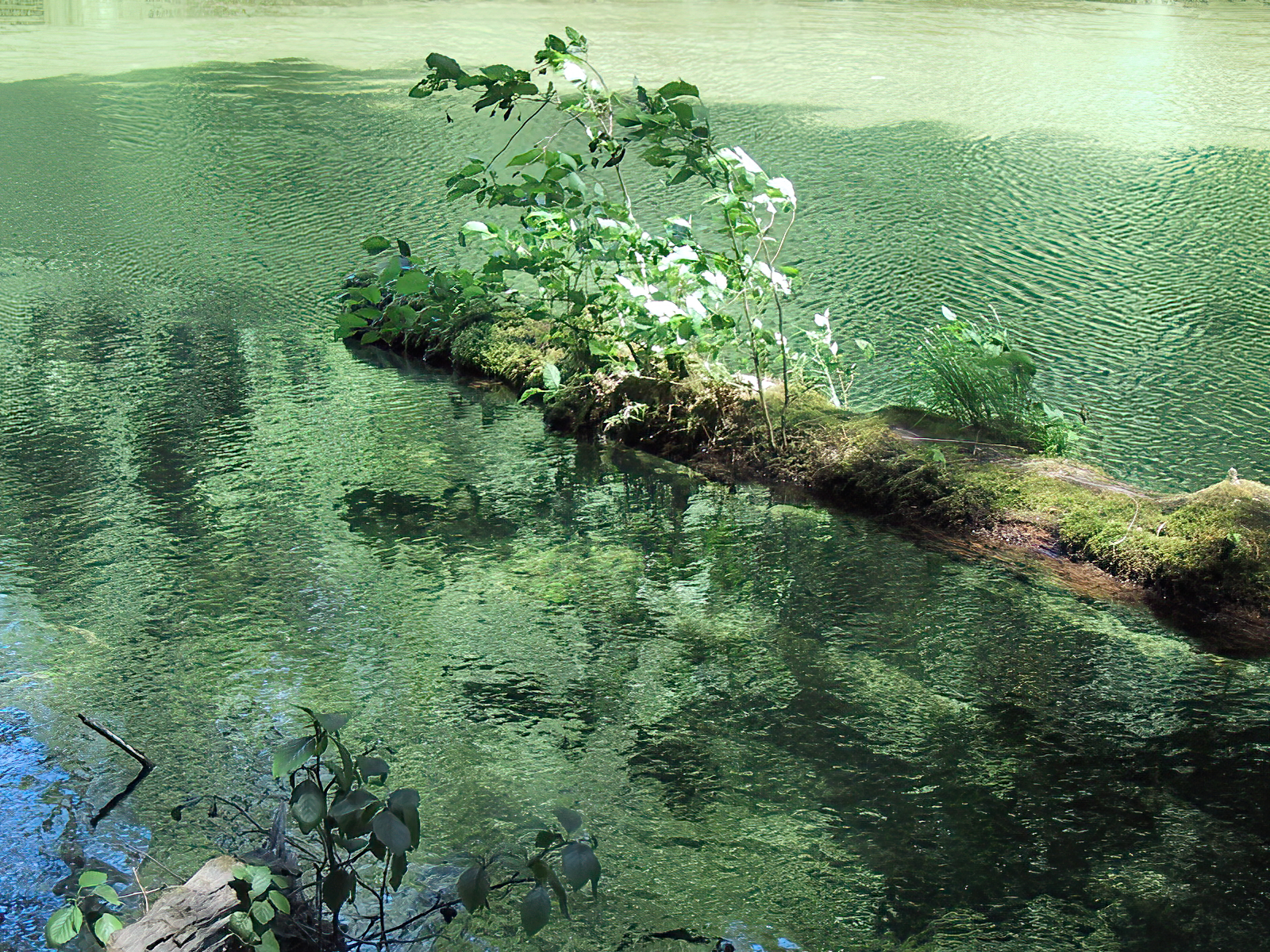
Tronc mort sur une rivière de la Forêt pluvieuse de l'Île de Vancouver (Colombie Britannique, Canada). De tels troncs peuvent transporter, jusqu'en mer parfois, des propagules de dizaines à centaines d'espèces de plantes, champignons et invertébrés.
Ce sont de véritables petites communautés saprophytes notamment qui voyagent ainsi et qui pourront coloniser en aval une zone de berge ou un îlot

Les migrateurs partent généralement après avoir fait le plein d'énergie, car leur trajet ne leur laissera généralement pas l'occasion de trouver assez de nourriture, notamment lors du survol des déserts et des montagnes ou des mers pour les oiseaux migrateurs. Cette énergie est stockée sous forme de graisse, qui sera consommée en cours de route, les animaux arrivant souvent à destination affamés et épuisés. Lorsque la réserve de graisse est insuffisante, l'animal peut mourir d'épuisement avant d'atteindre son but.
Si le phénomène de la migration des saumons et anguilles est connu depuis des milliers d'années, celui des oiseaux n'a été vraiment prouvé qu'à la fin du XVIIIe siècle grâce au baguage des oiseaux. La migration de nombreux insectes, de chauve souris et des mammifères marins n'est étudiée que depuis quelques décennies. Le suivi par satellite a permis de préciser certaines routes migratrices et de prouver que le voyage aller diffère du voyage retour et qu'au sein d'une espèce, des groupes peuvent suivre des voies très différentes pour rejoindre un même site. Chez une espèce de papillon d'Afrique du Nord les adultes migrent vers le grand nord à l'année n. Ils y meurent après avoir pondu, et l'année suivante, c'est la nouvelle génération qui migre vers le sud.
Les sites servant de haltes migratoires sont particulièrement importants. La préservation de ces sites et des corridors biologiques les réunissant est vitale pour ces espèces. De nombreux organismes aquatiques (planctoniques notamment) utilisent efficacement la dérive des courants ou le courant des cours d'eau pour effectuer tout ou partie de leurs migrations, c'est notamment le cas de nombreux invertébrés aquatiques.

## Migration passive ou subie
Certaines espèces peuvent voyager emportées par des animaux (phorésie), c'est le cas du rémora qui s'accroche aux requins, raies ou tortues de mer, et de nombreux parasites externes ou internes ou d'espèces symbiotes. Ceux qui sont transportés (phorontes) par les oiseaux migrateurs, des poissons migrateurs ou des mammifères marins voyagent parfois vite et loin. D'autres encore se laissent passivement emporter par les courants d'eau, c'est le cas de nombreuses larves planctoniques des océans.

## Suivi des migrations

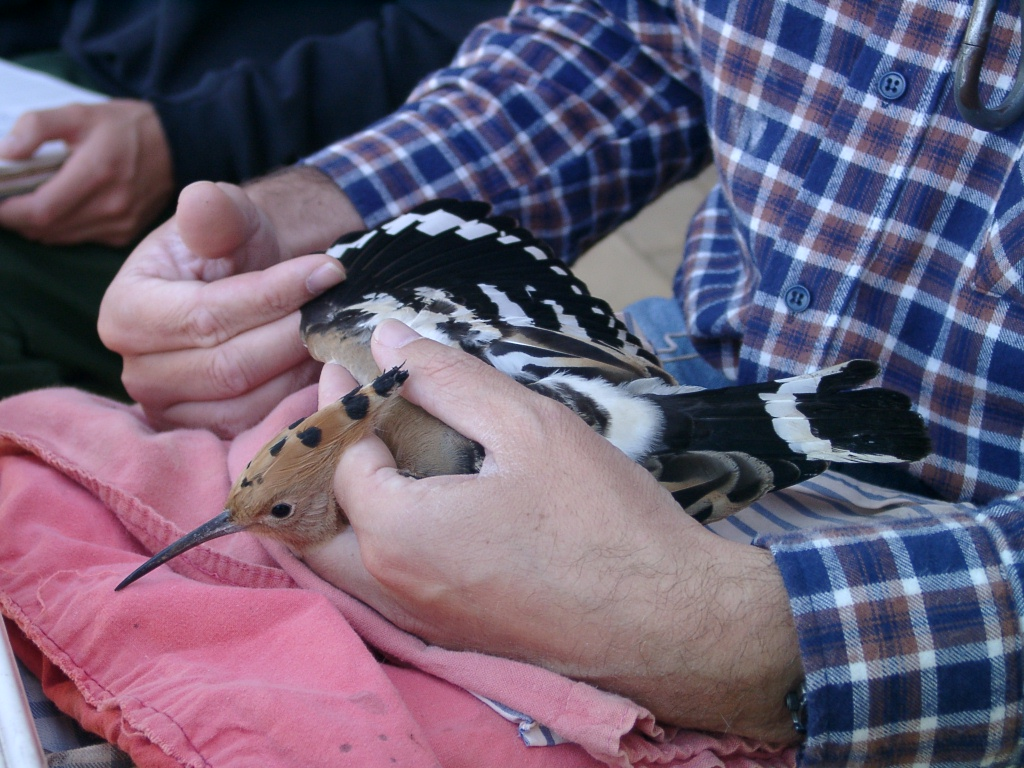
Examen d'une huppe fasciée baguée au Portugal

Outre le suivi oculaire direct, et le crowdsourcing, plusieurs techniques, plus ou moins technologiquement et informatiquement assistées peuvent aujourd'hui être couplées :
- le baguage est la première technique, inventée en 1899 par Hans Christian Cornelius Mortensen pour le suivi d'étourneau sansonnet et encore la plus utilisée ;
- le suivi par radar ;
- l'analyse isotopique des plumes ou poils échantillonnés sur les individus avant, pendant et après leur migration ; les teneurs et rapports isotopiques (dont de deutérium et oxygène) dans les poils ou plumes de l'année ont ainsi aidé à comprendre les migrations de nombreux animaux[13]). 
Ce type d'étude a permis de préciser les axes et stratégies migratoires de plusieurs espèces d'oiseaux[14]. Une autre technique consiste à compter le nombre d'oiseaux passant devant la lune[15], mais aussi de papillons, chauve-souris… permettant de bien mieux comprendre l'écologie et l'utilisation de certains corridors biologiques, leur traits de vie, autant d'éléments utiles pour la biologie de la conservation, ce qui est « en train de révolutionner la façon dont nous créons des liens entre les phases du cycle annuel des animaux migrateurs. Cependant, les chercheurs doivent faire preuve de prudence dans l'application des méthodes isotopiques »[16] ;
- l'enregistrement et analyse des cris (d'oiseaux migrants et de cétacés en particulier) afin de déterminer les espèces, le nombre d'individus et les fréquences de passage sur un axe migratoire particulier[17] ;
- l'utilisation de microémeteurs à courte portée, mais ultralégers, qu'on a pu par exemple coller sur des papillons migrateurs pour les suivre par avion ;
- la surveillance par satellite ; Les balises de suivi par satellite sont utilisées pour suivre, par exemple les oiseaux migrateurs ou les tortues luth depuis la fin des années 1980. Elles ont fourni des informations impossibles à obtenir auparavant, leur précision était encore moyenne (+/- 150 m) à échelle locale, mais intéressant pour ce suivi de longues migrations. Les balises balises Argos sont très utilisées. En 1997, elles pesaient environ 80 grammes et 16 à 30 grammes en 2006. Les émetteurs GPS apparaissent au début des années 2000, mais ne sont miniaturisés qu'au milieu de la décennie, avec une précision de +/- 10 m et en 2005 un poids de 70 grammes environ.

- Les geolocators, plus légers que des balises Argos ou GPS, permettant une géolocalisation par mesure de l'intensité lumineuse.

## Dangers de la migration
Les animaux en migration doivent parcourir de nouveaux territoires, affronter des prédateurs et des aléas météorologiques, et de plus en plus d'artéfacts humains (barrages, routes, villes, lignes à haute tension, zones polluées, tirs de chasse, etc.) facteurs de fragmentation écologique des routes migratoires. Même pour des animaux sachant voler et se déplaçant de nuit comme certains papillons migrateurs sur de longues distances (milliers de kilomètres) ou les oiseaux, les obstacles, dont la pollution lumineuse sont de plus en plus nombreux et efficaces. Les oiseaux en migration sont notamment perturbés par le phénomène dit de pollution lumineuse, en régulière augmentation. Les animaux dépensent d'importantes réserves de graisse à cette occasion, libérant dans leur organisme de nombreux polluants qui y ont été accumulés les mois précédents. La migration présente des avantages adaptatifs, et est un facteur de sélection naturelle, mais de nombreux individus meurent durant ces migrations qui a donc une valeur sélective. Pour les animaux terrestres ne sachant pas voler ou ne volant pas dans les espaces ouverts (Abax ater par exemple) et pour certains oiseaux, les routes sont aussi à l'origine de nombreuses collisions (phénomène dit roadkill par les anglo-saxons).

## Importance écosystémique et quantitative
Les bioflux (« bioflows ») quotidiens ou saisonniers ont des effets encore mal compris, mais importants. Ils ne sont pas aléatoires mais liés aux saisons, dynamiques de populations et biogéographiquement aux réseaux de corridors biologiques eux-mêmes liés aux marées, courants marins et ascendances atmosphériques (dans les cas des migrateurs aquatiques ou aériens, dont insectes de plus de 10 milligrammes). On peut les classer en deux types d'effets :
1. Effets directs et de court termes : ils sont dus notamment aux déplacement de prédateurs, qui souvent suivent leurs proies et aux déplacements d'espèces concurrentes de celles qui sont fixées ;
2. Effets indirects et de long terme : ce sont les effets induits par les grands flux de nutriments (et donc d'énergie) mais aussi de parasites ou pathogènes.

Si les migrations des grandes espèces sont faciles à observer, ce n'est pas le cas d'espèces très petites telles que le plancton marin ou aérien (petits insectes volants). Une étude (2016) a utilisé des radars spécialement conçus pour quantifier pour le sud du Royaume-Uni le flux à long terme d'insectes volants entre 150 et 1 200 m d'altitude.
Elle a montré que 3,5 trillions d'insectes correspondant à environ 3 200 tonnes de biomasse migrent au-dessus du sud de l'Angleterre chaque année, parcourant jusqu'à plusieurs centaines de kilomètres par jour. Les modèles météorologiques et quelques évaluations in situ laissent penser que des variations saisonnières importantes de transferts de biomasse Nord-Sud existent selon les années, bien que flux semblent en moyenne décennale réguliers. Chaque invertébré volant ou emporté dans l'air est une petite réserve d'azote, de phosphore, de carbone et d'oligoéléments (éventuellement contaminée par divers polluants et quelques pathogènes). Selon les auteurs ces flux ont des implications qui ne doivent pas être sous-estimées pour les services écosystémiques, les processus écopaysagers ainsi que pour la biogéochimie (et donc le climat). On ignore quel serait ce flux en l'absence des effets des polluants dispersés par l'Homme dans l'air et le reste de l'environnement et comment ils sont ou seront affectés par le changement climatique. Les milliers de migrations de masse désormais ainsi documentées ont mis en évidence des flux organisés vers le nord au printemps et vers le sud à l'automne, suggérant que l'instinct des insectes leur permet de savoir quand, à quelle altitude et dans quelle direction migrer, en bénéficiant d'ascendances et de vents favorables.

## Évolution des comportements de migration
La migration est un comportement adopté par plusieurs groupes d’animaux, des oiseaux aux poissons en passant par les mammifères et les invertébrés. Certains traits génétiques sont indispensables pour effectuer cette migration saisonnière qu'il s'agisse de la perception des paramètres environnementaux ou bien d'un sens aigu de l'orientation. Les gènes relatifs aux comportements de migration sont donc soumis aux mécanismes de l'Évolution.
Rappelons ici les grands mécanismes de l’Évolution : la variabilité, l’héritabilité, la dérive génétique, la sélection naturelle, l’adaptation et la spéciation. Ces mécanismes sont intrinsèquement liés aux conditions écologiques des espèces telles que :
- la saisonnalité qui crée des périodes rudes en termes de d'hospitalité des milieux et d'accès aux ressources ;
- la compétition au sein des espèces ou avec les autres espèces qui limite l'accès aux ressources ;
- la prédation qui menace l'équilibre stable des populations.

Par ailleurs, la migration requiert un coût énergétique et un risque du voyage qui sont non négligeables. Les comportements migratoires, lorsqu'ils apparaissent ne peuvent se maintenir que si ces coûts sont inférieurs aux bénéfices tirés de la migration.
Il faut étayer ces concepts par des exemples concrets.

### Exemples

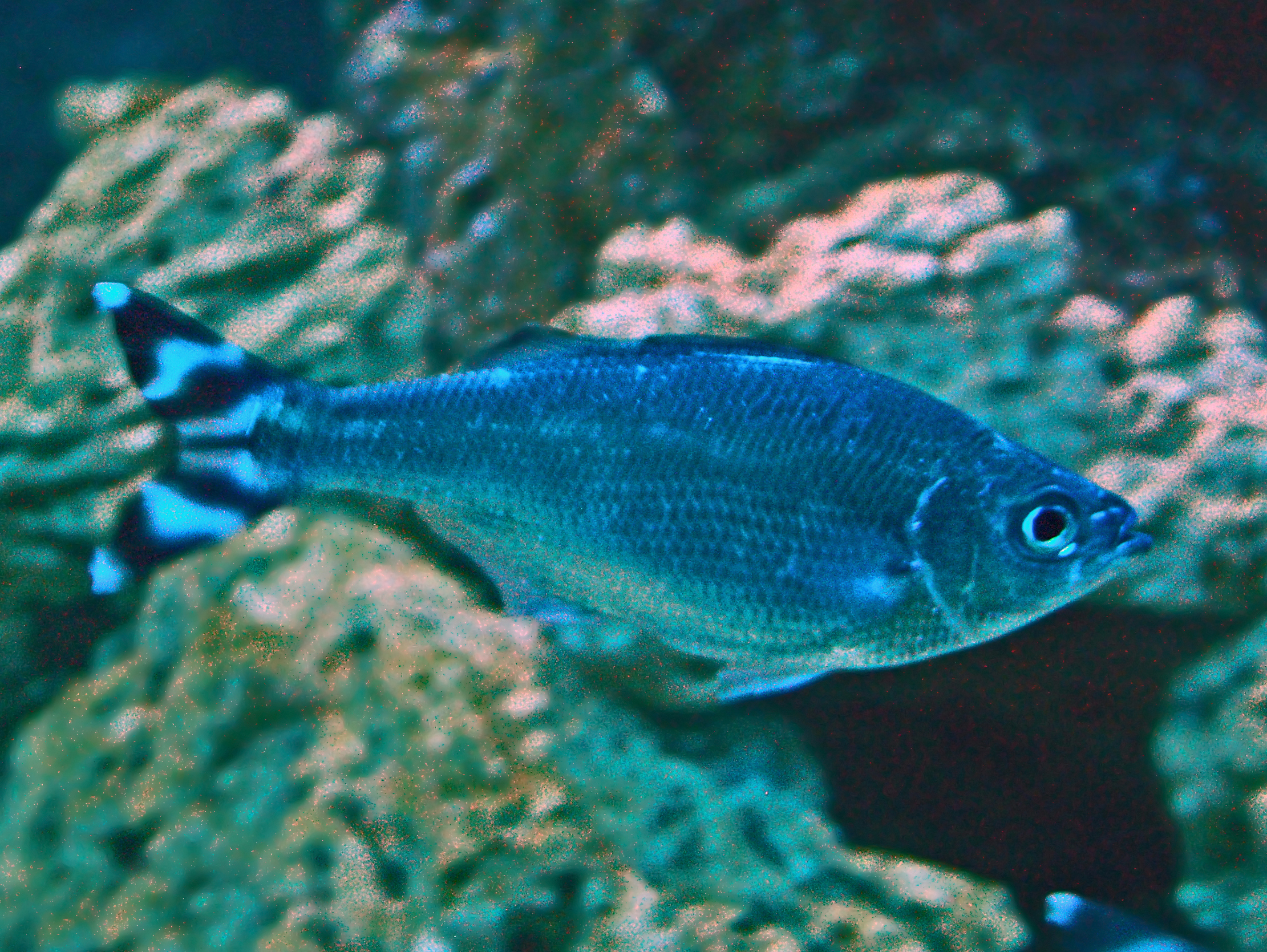

#### Évolution de la diadromie chez les poissons avec la famille desKuhliidae[20]
La diadromie est un terme introduit par Myers en 1949 qui désigne les « organismes aquatiques [à savoir les poissons, mollusques et crustacés] qui migrent entre l'eau douce et la mer ». Cette migration va séparer le lieu de reproduction du lieu de fourrageage. On peut distinguer 3 formes de diadromie : la catadromie lorsque la reproduction s’effectue en mer, l'anadromie lorsqu’elle a lieu en eau douce et l'amphidromie pour laquelle le but de la migration n'est pas de se reproduire.
La principale motivation de cette migration est liée à la disponibilité en ressources (Mart R. Gross, 1987) qui diffère selon les régions terrestres. Ainsi, aux basses latitudes, la productivité en eau douce serait supérieure à la productivité en mer, tandis qu'aux hautes latitudes, il s’agit du contraire.
Les Kuhliidae vivent dans la région indo-pacifique dans les milieux insulaires. Et leurs larves sont marines. Par contre, cette famille de téléostéens présente une grande variété de comportements de migration. En reconstituant un arbre généalogique le plus parcimonieux possible (Feutry et al, 2013), on découvre que l'ancêtre de la famille Kuhliidae serait catadromique et que les espèces basales sont marines non migratrices.
L'explication va reposer sur deux hypothèses. La première concerne l'instabilité des milieux insulaires où l'eau douce peut être polluée par de l'eau de mer et ainsi mener à l'extinction des communautés de poissons d'eau douce. La seconde hypothèse concerne les ressources. En effet, les ressources sont certes rares en eau douce mais c'est une niche écologique disponible et intéressante : l'offre de nourriture est différente de celle de la mer, moins de stress physiologiques, peu de prédateurs, peu de compétition.
Par ailleurs, certaines espèces Kuhlia sont retournées à un stage non migrateur. En effet, il faut rappeler que les environnements insulaires sont petits, étroits et sous influence tidale. Les niches peuvent se retrouver très vite occupées, ce qui expliquerait que certains poissons reviennent vers la mer à la recherche d'autres niches. C'est ce qui expliquerait l'évolution vers un mode de vie totalement marin chez les espèces basales de la famille des Kuhliidae. L’étude de la topographie des espèces indique qu’il y a eu un mécanisme d’allopatrie.

#### Ancêtre et évolution desParulidés[21]

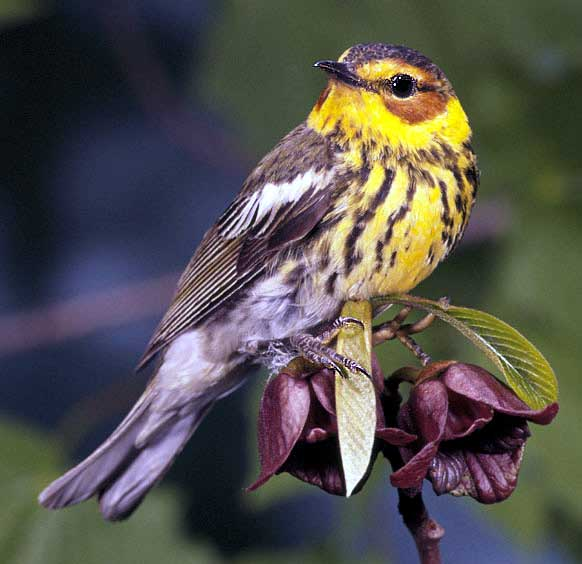
Paruline tigrée (Setophaga tigrina), de la famille des Parulidae

Les Parulidés présentent un large éventail de comportements migratoires. Winger et al. (2011) s'y sont intéressés.
La phylogénétique moléculaire a permis de conclure que l’ancêtre des Parulidés était un oiseau migrateur. Il s’agirait d’un migrant néarctique-néotropical. Par ailleurs, la migration a été perdue et regagnée plusieurs fois avec la diversification des taxons de passereaux. Les directions de ces pertes et gains sont variables selon les modèles. Les calculs ont permis de déterminer qu’il y a eu plus de perte de la migration que de gain de la migration.
Concernant les espèces actuelles, les lieux de reproduction permettent de prédire le comportement migratoire (plateau mexicain et sud de la Floride pour les migrateurs ; Amérique du Sud pour les sédentaires). Les interactions entre les différentes espèces sont importantes. Des comportements divergents vont encourager l’isolement reproductif tandis que des comportements migratoires proches peuvent engendrer une homogénéisation par flux de gènes.

#### Avantages et inconvénients de la migration chez les grands mammifères: effet de la ressource et de la prédation[22],[23],[24]
Pour qu’un comportement de migration soit sélectionné, il faut que l’avantage adaptatif procuré soit supérieur aux coûts liés à la migration.
Un des bénéfices principaux est l’accès aux ressources. Mais pour qu’un comportement de migration émerge, une rythmicité est nécessaire. En effet, dans le cas où la ressource apparaît de façon aléatoire dans un espace donné, seul un comportement nomade sera sélectionné, de par l’impossibilité de prédire les localisations les plus adaptées pour l’obtention de la ressource.
Ainsi, l’émergence d’un comportement migratoire (entre deux points de migration) peut être expliquée par une rythmicité de la quantité et/ou qualité de la ressource dans les deux milieux. On peut prendre en exemple une saisonnalité des conditions environnementales. Cette saisonnalité peut avoir un impact sur la présence de la ressource (ex : plante qui peut croître) ou sur son accès (ex : herbe enfouie sous une profonde couche de neige), en fonction des territoires observés.
En considérant qu’une ressource est composée de deux facteurs, quantité et qualité, on peut observer des comportements migratoires liés à l’un ou l’autre de ces deux paramètres.

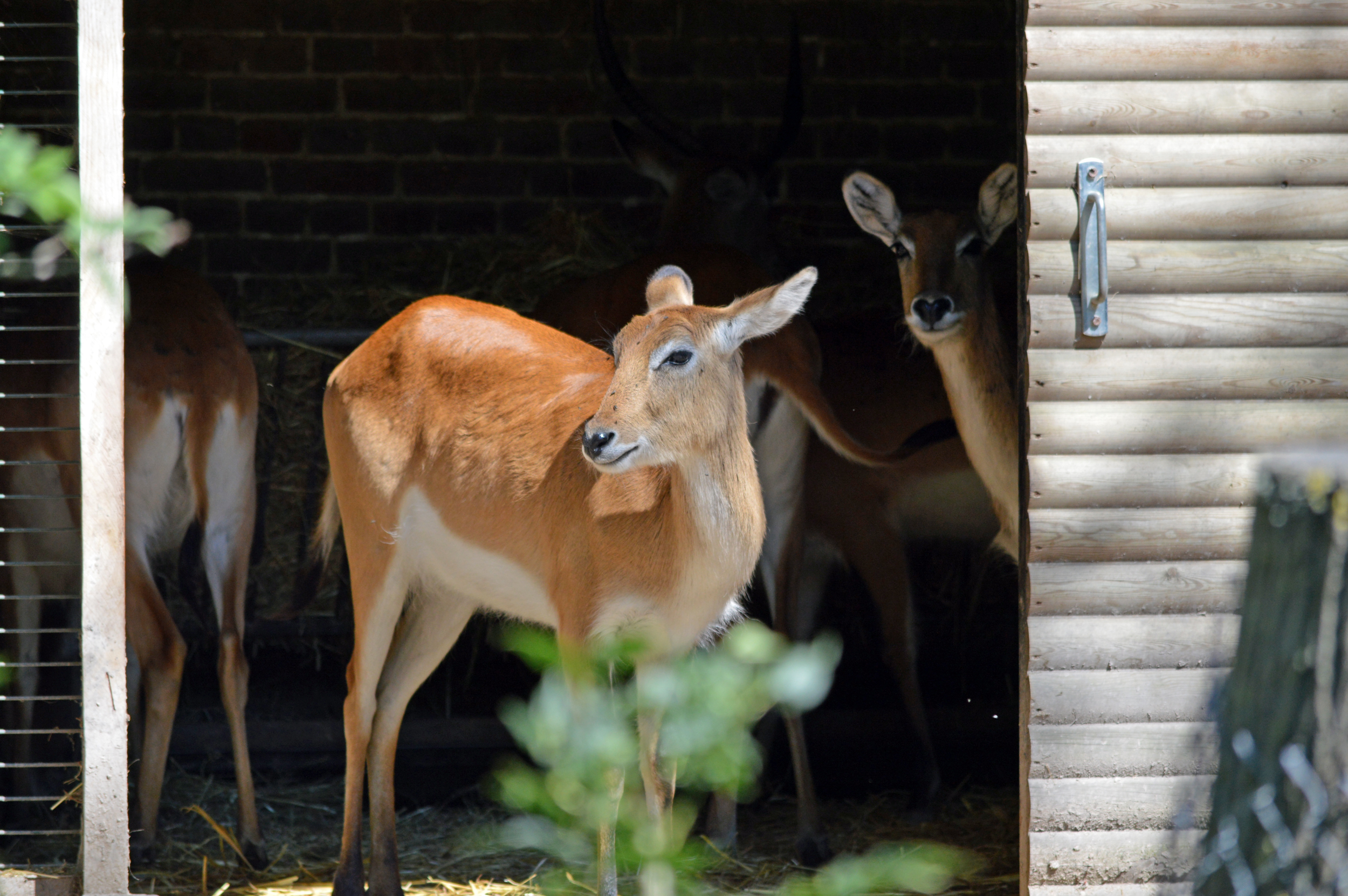
Cobe de Lechwe, Kobus leche.

Dans le premier cas, le consommateur migre dans le but d’atteindre des zones plus abondantes en ressources. C’est un cas observé chez les organismes spécialistes de l’exploitation d’une ressource. Exemples : Une baleine qui suivra les variations de quantité de krills dans les océans, ou le cas du Cobe de Lechwe, une antilope spécialisée dans la prise alimentaire de plantes semi-aquatiques poussant sur les lits majeurs des rivières lors des crues. Le Cobe est ainsi tributaire des événements de crues et migre donc pour suivre ceux-ci.
Le second cas est celui dans lequel la qualité de la ressource est un facteur important dans la migration.
Bien sûr, les deux facteurs ne sont pas indépendants et il faut que la ressource en question soit d’abord présente en quantité minimale pour que le facteur qualitatif puisse s’appliquer. Le facteur qualitatif est celui qui explique souvent le mieux les migrations des grands herbivores. Par qualité de la ressource, on peut considérer plusieurs caractéristiques. Les jeunes pousses sont préférées aux plantes matures, puisque ces dernières ont eu le temps de produire plus de lignine et de cellulose, composés peu digestibles et de faible valeur nutritionnelle. Sur le même principe, les herbacées des plaines du Serengeti possèdent un ratio feuille/tige plus important que leurs homologues des zones boisées durant la saison humide, étant ainsi plus digestibles. La concentration en composés tel que l’azote et le calcium entre également en compte dans la qualité de la ressource. Ainsi, une biomasse plus faible de plantes à meilleure valeur nutritive pourra être préférée au cas contraire pour les herbivores généralistes.

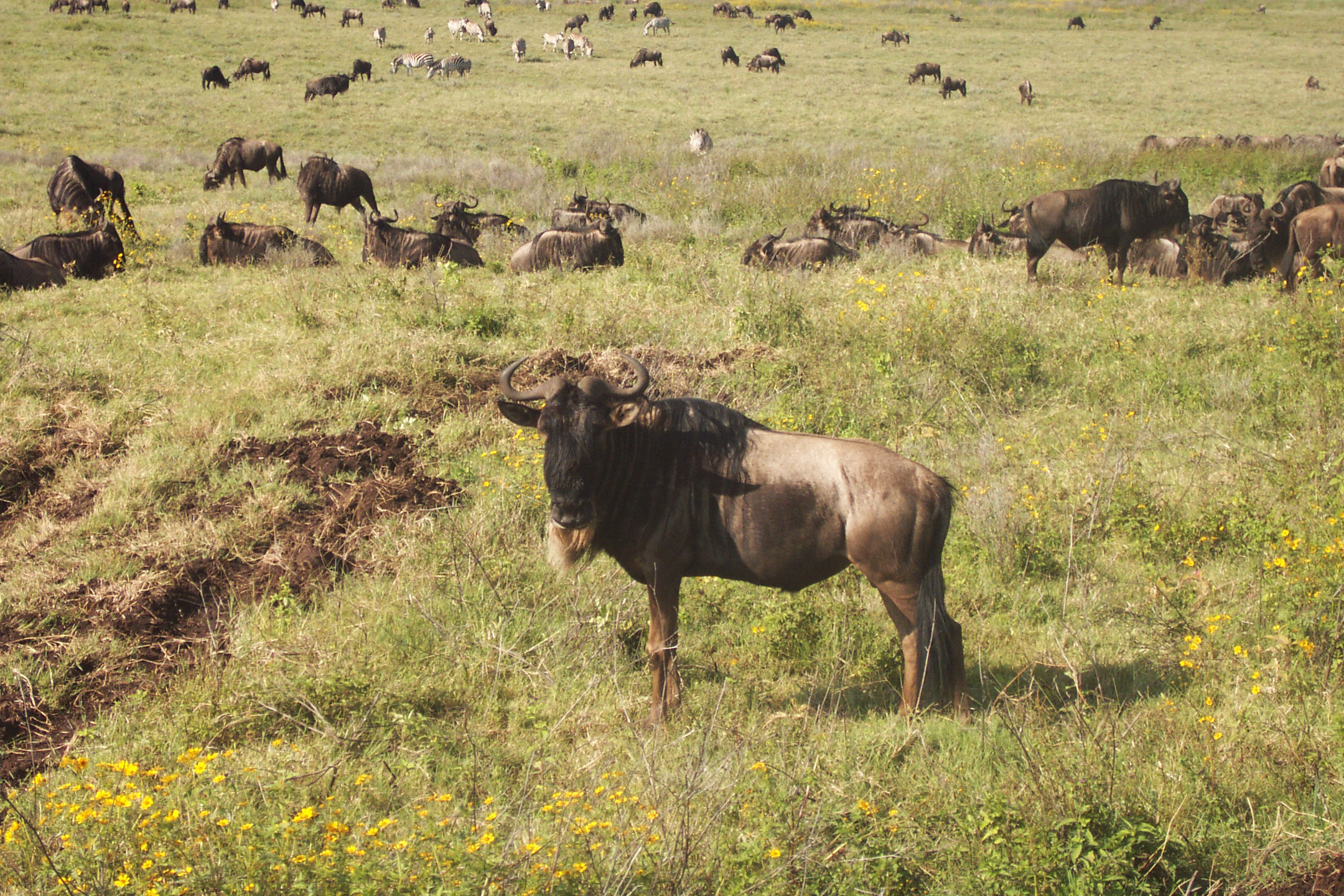
Gnous de Tanzanie (où se trouve le parc national du Serengeti), famille des Bovidae genre Connochaetes, Lichtenstein, 1812.

Ces observations ont d’ailleurs été vérifiées pour les Gnous du Serengeti dans une tentative de modélisation des facteurs expliquant la migration. En testant plusieurs modèles, celui expliquant au mieux la migration à une résolution précise fut celui prenant en compte la prise alimentaire (d’herbe verte), la couverture arborée et la concentration des pâturages en azote. La couverture arborée ayant un effet négatif sur la localisation choisie par les gnous, opposé aux deux autres termes positifs.
L’accès aux ressources est donc un facteur important pour pouvoir observer l’émergence de la migration. Ce n’est cependant pas le seul facteur ayant une influence sur la migration. La prédation peut également être un moteur de l’évolution de la migration. De par son effet négatif sur l’individu, la prédation est un des facteurs pouvant favoriser la migration, puisque les proies tendront toujours à l’éviter (notamment dans le cas des grands herbivores).
Les raisons pour lesquelles la migration est affectée par la prédation sont nombreuses.
Nous venons de voir que la présence de ressources dans les milieux varie dans le temps dans les environnements saisonniers, et la prédation contrebalance ainsi les avantages de la migration. Si les coûts liés à la capacité de migration, tel que la vigilance face aux prédateurs, rendent le trajet trop périlleux pour la proie, la sédentarité aura plus de chances d’être sélectionnée. Mais la migration peut également avoir des avantages contre la prédation. Il est fréquent que les prédateurs (terrestres) possèdent des territoires, sur lesquels ils vivent, se nourrissent, se reproduisent, etc. Et ces territoires pouvant regorger de proies périodiquement se doivent d’être occupés et défendus face aux autres prédateurs dans la compétition pour l’espace. Par conséquent, des proies migrant d’une aire à forte prédation à une seconde où l’effort de prédation est moindre est avantageux pour la survie de celles-ci, favorisant ainsi un comportement de migration. Ce phénomène est d’autant plus vrai lors de migrations collectives provoquant l’arrivée soudaine d’un nombre important de proies sur le territoire d’un prédateur (ou d’un groupe de prédateurs), ayant alors pour effet de saturer la réponse fonctionnelle dudit prédateur. Cet évitement de la prédation peut également se remarquer sur la prédation des jeunes : une migration vers des zones à faible pression de prédation pourra être préférée pour la mise bas et la croissance des jeunes (exemple : les baleines et leurs migrations annuelles).
Enfin, les caractéristiques physiologiques de certains prédateurs par rapport à leurs proies pourraient être un facteur potentiel dans la sélection de la migration. Cette différence de métabolisme pourrait donc également expliquer partiellement la sélection de la migration (à nuancer : certains prédateurs suivent les migrations de leurs proies, notamment les loups, qui eux sont spécialisés dans la chasse à l’endurance et dans l’épuisement de leurs proies. C’est également le cas des hyènes par exemple, qui peuvent aussi s’adonner à de la migration partielle pour suivre les migrations de troupeaux et délaisser leurs territoires si trop peu de proies y sont présentes).

### Relation entre flux de gènes, sélection et migration[26]
Normalement les individus d’une population qui arrivent à se reproduire possèdent le génome le plus adapté à leur environnement, donc leur fitness est maximale.
Cependant, la migration est à l’origine de flux de gènes. Ces flux de gènes peuvent modifier l'adaptabilité de certains individus d’une population à leur environnement et par ce biais, diminuer leur fitness. Ces modifications génétiques peuvent être à l’origine d’une modification des comportements de migration afin de trouver un autre habitat dont les conditions environnementales sont compatibles avec leurs nouveaux phénotypes.
Outre les flux de gènes, les conditions environnementales engendrent une sélection naturelle de certains phénotypes avec une plus grande plasticité.
L’émergence d’un nouveau comportement de migration diminue la densité de population dans l’habitat d’origine et favorise l’exploitation d’une autre niche écologique.
Dans l’habitat d’origine, la densité de population peut alors diminuer, ce qui peut favoriser l’arrivée de nouvelles espèces pour coloniser cet habitat. La compétition va à nouveau encourager des comportements migrateurs. C’est une boucle de rétroaction positive qui se met en place, Donc plus le taux de migration, vers un milieu, apportant un flux de gènes est important, plus la fitness et densité de la population diminue et plus le taux de migration et de colonisation d’autres populations de ce milieu augmente. Il existe alors un lien entre la migration et les processus d’adaptation, d’évolution et de dynamique de population.
Lors des périodes de reproduction, le choix des femelles se porte généralement vers les mâles de la même population étant donné qu’ils possèdent le génome le plus adapté à leur environnement. Ce choix a pour but d’augmenter la fitness, d’où la diminution du taux de migration. Mais, lorsqu'un allèle récessif qui diminue la fitness apparaît dans la population les femelles ont tendance à rechercher les mâles portant l'allèle dominant bénéfique hors de la population, d'où la nécessité de la migration.

### Changement climatique et comportement migratoire[27],[28]
Avec la hausse des températures moyennes liées au changement climatique, les populations de type aviaire ont dû développer des stratégies d’adaptation telles que des réponses évolutives (processus de sélection naturelle, mutation…), ou de la plasticité phénotypique c’est-à-dire la modification de l’expression de phénotypes en réponse aux variations des conditions environnementales.
Une méta-analyse portant sur l’étude des tendances migratoires de populations d’oiseaux au regard de l’évolution, a mis en évidence une modification de la phénologie dans les comportements migratoires. Une des principales explications plausibles quant à ce phénomène de modification des périodes de migration tient dans l’accessibilité aux ressources. En effet, selon leur appartenance taxonomique les oiseaux peuvent avoir des régimes alimentaires omnivore, piscivore, nécrophage, insectivore, granivore ou encore herbivore. Or avec les vagues de chaleur et la prolongation des saisons estivales certaines plantes modifient leur cycle de vie et tendent à fleurir plus tôt ou à produire plus ou moins de graines en réponse aux stress abiotiques de conditions environnementales changeantes.
Le règne animal n’en est pas moins atteint. En effet, les oiseaux insectivores sont affectés par la modification des périodes de pontes de certaines espèces d’insectes.
Également, les oiseaux font désormais face à un dilemme, les conditions climatiques de chaque saison n’étant plus certaines et prévisibles, les oiseaux prennent dès lors le risque de migrer trop tôt et subir un coût avec des conditions climatiques non adaptées à leur métabolisme, ou bien migrer trop tard et entrer en compétition avec les congénères notamment pour la reproduction, les ressources et le territoire, ce qui peut affecter leur succès reproducteur et leur survie.
Cette modification de phénologie présente ainsi une corrélation avec certains facteurs climatiques. Par conséquent, la sélection naturelle devrait avantager des individus avec une plus grande résistance aux variations de l’environnement ainsi que les espèces avec une grande plasticité phénotypique.

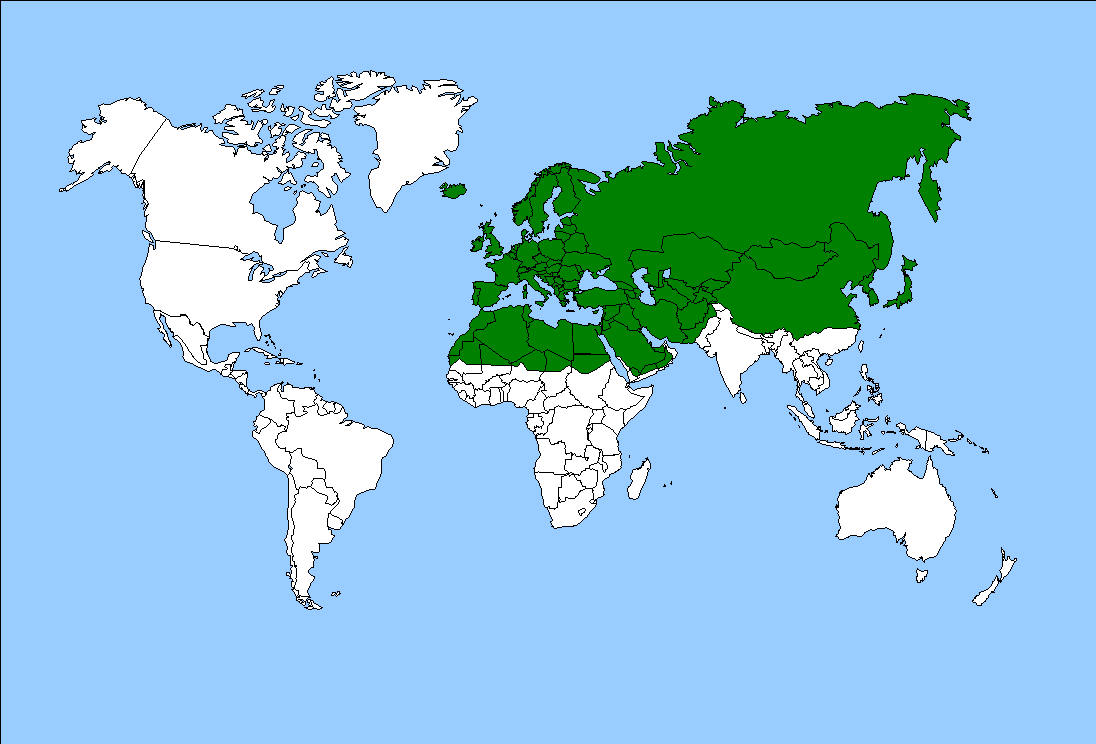
zone de migration de Sylvia atricapilla, dans le Paléarctique occidental

Dans le cadre d’une autre étude se concentrant cette fois-ci sur un taxon en particulier, à savoir le passereau Sylvia atricapilla, des scientifiques (Francisco Pulido et Peter Berthold) ont étudié, pour les comportements migratoires, les réponses évolutives liées au changement climatique. Ils ont tout d’abord noté que bien que la plasticité phénotypique joue un rôle important dans les changements phénotypiques au sein des populations aviaires, elle présente néanmoins des limites. En effet au delà d’un certain seuil de variation des conditions environnementales la réponse phénotypique des oiseaux peut devenir inadaptée, de par, à titre d’exemple, un stockage trop important de graisses pour un hiver qui s’avère être doux; cela est lié à une perte de la valeur prédictive des signaux biologiques notamment hormonaux ayant déclenché ces modifications phénotypiques. Francisco Pulido et Peter Berthold ont par ailleurs réalisé une expérience visant à comparer des populations sauvages et captives (reproduction artificielle) de Sylvia atricapilla. Leurs résultats ont permis de démontrer qu’il y a eu au cours des générations une diminution significative (p <0,001) de l’activité migratoire des populations sauvages avec des distances parcourues plus petites, et que cette évolution de comportement s’est transmise génétiquement.

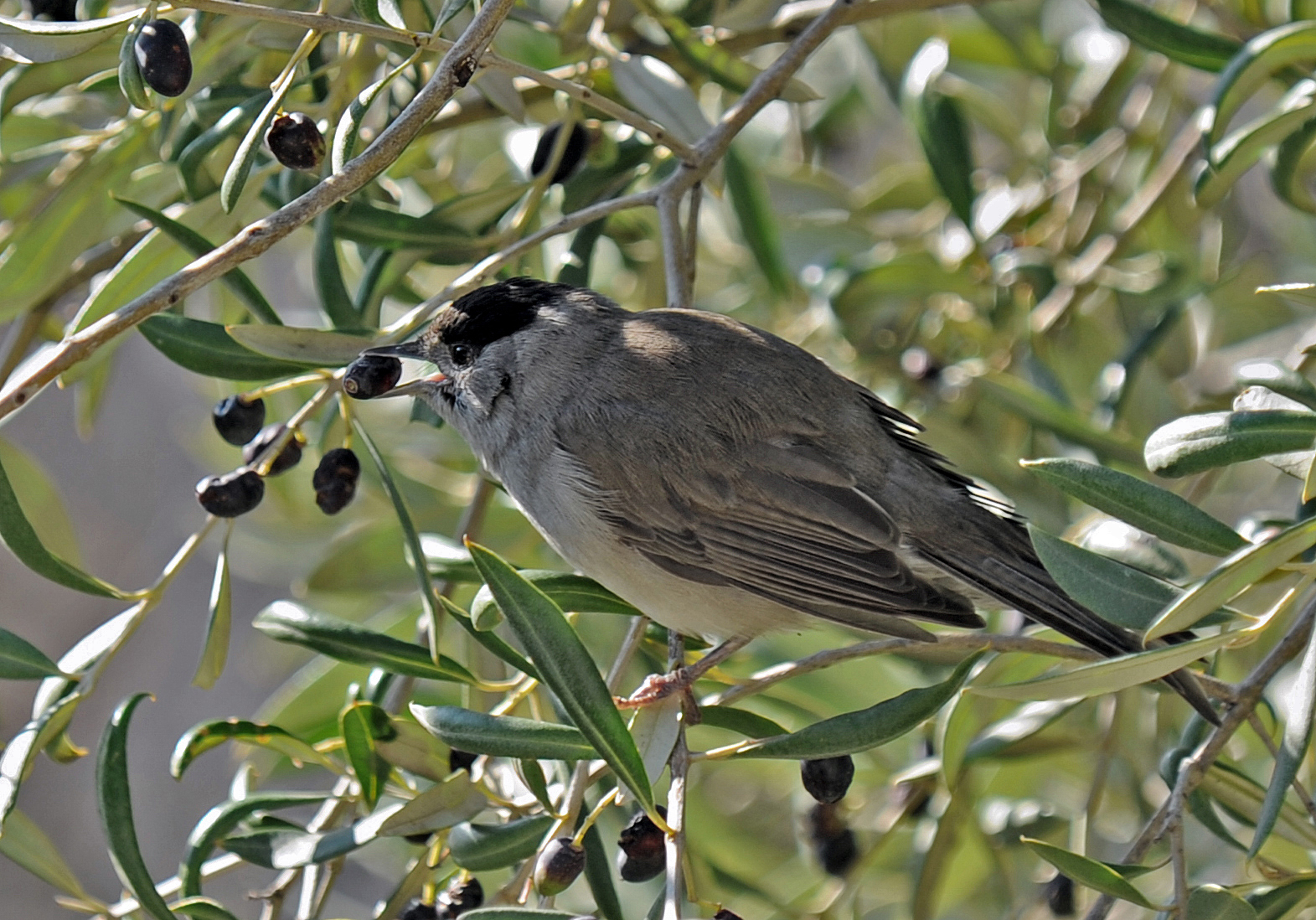
Fauvette à tête noire, Sylvia atricapilla, mâle.

Sylvia atricapilla est un oiseau qui nidifie dans le Paléarctique occidental et migre en saison hivernale dans le sud de l'Europe et en Afrique afin d’y hiberner. La modification de son comportement migratoire a été expliquée par le changement climatique et notamment par l’avancée dans l’année de conditions printanières accompagnée d’une prolongation de l’automne. Des changements qui ont induit une sélection chez Sylvia atricapilla quant à une moindre migration si ce n’est l'absence de cette dernière. Ainsi, les populations de ce petit passereau qui étaient à l’origine migratrices sont dès lors devenues partiellement migratrices, entraînant un accroissement de la sédentarité. Ces conclusions ont pu être appuyées par l’utilisation de populations captives à parents sauvages. Il est pertinent de préciser que les caractères génétiques étudiés avaient une héritabilité s’échelonnant de modérée à élevée permettant ainsi des réponses évolutives rapides dans le temps imparti par l’étude menée. Enfin, au cours de l'expérience il a également pu être noté une évolution du phénotype des oiseaux des populations sauvages en début de saison migratoire en réponse au changement dans les températures moyennes.
La transmission de caractère génétique tout comme la plasticité phénotypique démontrent donc une adaptation des oiseaux au changement climatique et à la prolongation de condition estivale due à la hausse des températures moyennes terrestres.

## Cas particulier: la migration verticale
La migration verticale est le nom donné au déplacement quotidien de nombreux organismes vivant dans la zone photique des océans, et qui se déplacent chaque nuit vers la surface, puis redescendent dans les profondeurs le jour.